# Uloborus filidentatus
Uloborus filidentatus là một loài nhện trong họ Uloboridae.
Loài này thuộc chi Uloborus. Uloborus filidentatus được miêu tả năm 1932 bởi Hingston.